# Radika
radika（ラジカ）とは、Microsoft Windows上で動作するネットユーティリティソフトウェアである。パソコンでラジオ放送を聴取できるサービス「radiko.jp」、NHKサイマル放送｢らじるらじる｣、全国各地のコミュニティFM局などがサイマル放送している｢サイマルラジオ｣などのラジオ番組の聴取・録音ができるソフトウェア。
ソフトウェアを動作させるためには、.NET Framework 3.5 SP1およびMicrosoft DirectX 9.0cが必要。

## 詳細
画面は「ラジオ局」「タスク」「スケジュール」の3つのタブに分かれている。
「ラジオ局」タブ内には、登録したラジオ局で現在放送されている番組がリスト形式で表示される。リストの右クリックメニューから録音を開始すると、「タスク」タブ内に録音中の番組がリスト形式で表示され、録音時間などを確認できる。「スケジュールの追加」または「番組表」から番組を予約すると、「スケジュール」に予約番組が登録され、予約時間になると自動的に録音を開始する機能を備えている。予約録音完了後は、自動で本ソフトを終了させたり、Windowsをシャットダウンさせるなどの電源操作も行える。予約録音を設定した際は、Windowsがサスペンド状態でも復帰させて録音を開始してくれる。また、複数の番組を同時に録音することも可能である。
ネットストリーミングラジオの他、各社のUSBラジオチューナーにも対応している。
録音した番組は、指定した形式で本ソフトのインストールフォルダへ年月日、曜日、録音開始時刻、番組名の付加されたファイル名で保存される。録音可能形式はMP3/MP4/AAC/FLV/WAV。